# Senyoria de Lavardin (Vendôme)
Lavardin fou una senyoria feudal del Comtat de Vendôme centrada al castell de Lavardin, a l'actual Loir i Cher, que controlava la vall del Loir. Com a senyoria apareix al segle x.
El primer senyor fou Hug, fillol del rei Hug Capet, que la va rebre per la seva dona Helpesa. Va tenir una filla, Evelina, casada amb Sigebrand de Mayenne, que foren pares de Salomó de Lavardin, que va succeir al seu avi Hug quan va morir. Salomó va morir vers 1064 i el va succeir la seva filla Evelina (II) casada en primeres noces amb Aymeric d'Alluyes (mort abans de 1064) del que va tenir al fill i successor Salomó II; en segones noces es va casar amb Hervé de Beaugency (mort el 1077); Hervé fou senyor per dret uxori des de 1064; aquest segon matrimoni no va tenir fills.
Salomó II va seguir vers 1077 i va morir vers 1101. El va succeir el seu fill Aimeri Gaimard que va governar fins a la seva mort vers 1130 i va tenir tres fills: Joan, tronc dels senyors de Ranay; Riquilda que fou dotada amb la major part de la senyoria que va aportar en matrimoni a Joan I de Vendôme, i Agata (casada amb Niveló de Fréteval). En endavant la senyoria fou part dels dominis comtals de Vendôme.